# Ivan Vukadinović
Ivan Vukadinović (in serbo Иван Вукадиновић?; Belgrado, 21 agosto 1984) è un ex calciatore serbo, di ruolo difensore.

## Carriera
Ha giocato nella massima serie dei campionati serbo e rumeno.